# Elena Belova
Elena Pavlovna Belova (in russo Елена Павловна Белова?; Magnitogorsk, 25 luglio 1965) è un'ex biatleta russa.
Fino alla dissoluzione dell'Unione Sovietica (1991) gareggiò per la nazionale sovietica; ai XVI Giochi olimpici invernali di Albertville 1992 e ai Campionati mondiali dello stesso anno fece parte della Squadra Unificata.

## Biografia
In Coppa del Mondo ottenne il primo risultato di rilievo il 15 gennaio 1993 a Oberhof/Val Ridanna (12ª) e l'unico podio il 20 marzo successivo a Kontiolahti (2ª).
In carriera prese parte a un'edizione dei Giochi olimpici invernali, Albertville 1992 (3ª nella sprint, 3ª nella staffetta), e a tre dei Campionati mondiali, vincendo cinque medaglie.

## Palmarès

### Olimpiadi
- 2 medaglie:
  - 2 bronzi (sprint[2], staffetta ad Albertville 1992)

### Mondiali
- 5 medaglie:
  - 2 ori (staffetta, gara a squadre a Lahti 1991)
  - 1 argento (gara a squadre a Novosibirsk 1992)
  - 2 bronzi (sprint[2], staffetta[2] a Borovec 1993)

### Coppa del Mondo
- Miglior piazzamento in classifica generale: 14ª nel 1992 e nel 1993
- 1 podio (individuale[1]), oltre a quelli ottenuti in sede olimpica e iridata e validi anche ai fini della Coppa del Mondo:
  - 1 secondo posto